# Arabijski sabori
Arabijski sabori je naziv za dva sabora rane kršćanske crkve održana u gradu Bostri u Arabiji sredinom 3. stoljeća. Prvi je održan godine 246., a drugi 247. Oba su se izjasnila protiv Berila, mjesnog biskupa koji je vjerovao da duša nestaje zajedno s tijelom u trenutku smrti, ali da će jednog dana uskrsnuti iz mrtvih zajedno s tijelom. Origen, koji je sudjelovao na oba sabora, sudionike je uvjerio da je takvo vjerovanje hereza.